# 向達倫大冒險用語列表
本文介紹《向達倫大冒險》系列小說與漫畫中的用語。

## 吸血鬼
向達倫大冒險的主角是吸血鬼，但是書中所定義的吸血鬼與我們一般的定義不太相同。
要變成吸血鬼的話要讓吸血鬼的血流到身體裡面。變成吸血鬼的方法有很多種，但是吸血鬼多半使用以下這一個方法讓人類變成吸血鬼：
將吸血鬼和受血者每隻手的五指前端用尖物刺到流血（通常是用吸血鬼的指甲），之後將吸血鬼和受血者的指頭傷口指對指地碰在一起，這樣的話吸血鬼的血就會流到受血者身體裡；而受血者的血也會流到吸血鬼的身體裡。如果吸血鬼的血大量流到受血者的身體裡的話（也就是換血），受血者就會加速成為完全的吸血鬼，而擁有普通吸血鬼擁有的能力。之後將手移開，會一直流血，吸血鬼通常會用口水幫助止血、結疤。所以每一個吸血鬼的十指都會有一個小小的疤，這也是幾乎每一個吸血鬼的特徵。但是一旦開始受血，就會開啟變成吸血鬼的過程並且無法再變回人類；也就是說要當吸血鬼一輩子。

### 外貌
基本上，在人類變成吸血鬼之後，外貌不會太大的改變，但是指甲會變硬，無法用普通的指甲刀和剪刀修剪，必須用牙齒咬。另外，牙齒也會變硬，能夠輕易咀嚼鋼條等堅硬物質。還有十指上會有小疤，是吸血鬼的記號；還有因為吸血鬼天生喜歡戰鬥，所以臉上和身體上會有許多疤痕。

### 血
吸血鬼必須靠喝人血來維持生命和精力。他們吸血的方式是先用呼出的氣體讓人類昏迷，再找腿上的血管，用堅硬的指甲刺穿，吸流出來的血。他們通常只吸一點點，可以活命就可以了。吸完之後吸血鬼用口水讓傷口止血、結疤，之後就走人。這樣人類不知道自己的血被吸血鬼吸過，同時傷害也很小。(其他小說和電影裡的吸血鬼通常是直接從脖子咬下，而且很可能造成死亡。)
吸血鬼必須學會區分好血跟壞血。基本上活人的血是最好的，只需要一些就可以活命。但是人死掉之後，血就會漸漸變酸，必須要吸很多。而且如果人已經死掉一天或以上，血就會變質，吸了可能會嘔吐、頭腦不清楚，甚至死亡。
吸血鬼大概一個月要吸一次血，但大部分吸血鬼都一個禮拜吸一次，這樣就不需要一次吸很多血，如果一個月吸一次，就要一次吸很多。如果太久沒吸血的話，就會很危險，因為對血太飢渴，就可能會無法控制地吸了太多，不自覺地殺死那人類。為了以防萬一，吸血鬼會將新鮮的血用瓶子裝起來，以備不時之需。
對吸血鬼來說，血可以維持精力並且保持年輕。吸血鬼若沒有吸血，身體會加速老化，可能過一、兩年就老了二、三十歲，最後會死掉。吸血鬼也不可以只吸血，這樣會餓死；吸血鬼也必須吃普通的食物。
並非每一種動物的血都可以吸，像狗、牛和羊等動物也可以幫吸血鬼維持生命，但是像貓、蛇、猴子、青蛙、狼，以及大部分魚類的血都不可以吸。(需要放血)
吸血鬼在吸活人血的時候，同時也會吸收那個人類的部份靈魂。如果像吸血鬼一樣只吸一點點，那個人的靈魂並不會被吸收；如果吸大量活人的血，就會吸收那個人的部份靈魂。如果吸一個臨死的人的血（被吸者死亡），那個人的靈魂和記憶就會被保存下來。

部分吸血鬼能藉由人類的血分別被吸食者的邪惡與善良。

### 年齡
吸血鬼比普通人類還長壽，但不是永生不死。完全吸血鬼的老化速度是普通人的十分之一，也就是說完全吸血鬼每十年才老一歲，而半吸血鬼老化速度是普通人的五分之一。殺死吸血鬼的方法除了可以用樁子刺穿心臟外，也可以用刀刺死或槍箭射死，而在水中也會溺死，也會被火燒死。

### 陽光
吸血鬼被陽光照到會死掉，但是並不會很快就死掉。如果吸血鬼穿很多衣服，也可以在白天活動。塗抹防曬油也有助於吸血鬼抵擋陽光。但如果吸血鬼的皮膚被太陽灼傷，很快會變成褐色，不到十五分鐘就會變成紅色，所以在被陽光照射四、五個小時之後，吸血鬼絕對會死亡。

### 生育
吸血鬼一族都不孕，而唯一能增加吸血鬼人口的辦法就是注血到人類身上。但是在一千七百年前，有一個吸血鬼尚可札苦苦搜尋讓吸血鬼生育的方法，最後找到泰尼·戴斯蒙。泰尼起先不答應，但最後因為其他因素而答應了尚可札。他用尚可札的血和狼血混合，再讓母狼生育。母狼最後生出四個嬰孩，但其中兩個死了，而另外兩個有人的模樣，而他們在一年之內就到達成人的狀態了，其實就是伊芳娜和大高先生。伊芳娜可以跟吸血鬼或吸血魔生育，並且會魔法，她和大高先生擁有一些吸血鬼沒有的特殊能力。

### 特殊能力
- 在人類變成吸血鬼之後，能夠跑得更快、有驚人的力氣可以舉起很重的東西，也可以把大理石等硬物劈成碎片。跟普通人類握手或作活動必須特別小心，因為一不小心太大力，就有可能讓人類受傷。
- 吸血鬼有優於常人的聽覺、視覺和嗅覺，所以他們可以看到很遠的物體，在昏暗的燈光下可以看得很清楚；可以聽到極微弱的聲音；可以聞到從很遠地方傳過來的味道。
- 完全的吸血鬼可以用他呼出的氣息讓別人失去意識。他得先將手握成杯狀，吹口氣，然後將手壓在對方的口鼻上，對方就會失去意識，一睡就睡二、三十分鐘；至於對方自己為什麼會昏倒、發生的什麼事，對方都不會知道。
- 吸血輕功

吸血鬼以他們最快的速度奔跑，快到連人類的眼睛都看不見，但是相當耗體力。
- 吸血鬼並不會變身成蝙蝠、老鼠等動物，不過他們跟吸血鬼很投緣，或許它們可以從血液的味道判斷出吸血鬼和人類的不同。
- 十字架和聖水傷害不了吸血鬼。
- 大蒜和洋蔥對吸血鬼而言只是有壞氣味的東西。
- 吸血鬼的身體會反映在鏡子裡，而且會有影子。
- 吸血鬼無法讓人拍照或攝影，因為他們的原子結構發生改變，拍出來的是又暗又模糊的影像。
- 吸血鬼可以用心靈感應找已經熟識的吸血鬼同伴或傳遞簡單訊息。

### 特質
- 吸血鬼非常傳統，絕不使用長距離攻擊武器，像槍、箭、彈弓等。
- 他們絕對不會背叛自己的族人，他們總是把整個族群的利益放在自己的利益前，同時他們也絕不說謊。
- 他們習慣睡在棺木裡面。

### 半吸血鬼
如果在注血的只注進少量的吸血鬼血，那個人類就會變成半吸血鬼。他擁有部分吸血鬼的能力。
- 他們不用像完全吸血鬼一樣喝很多血，他們只要喝少許血就可以活命。
- 他們的老化速度是人類的五分之一，也就是五年老一歲。
- 半吸血鬼可以在陽光下任意行動，不會被曬傷。
- 他們不能呼出氣體使人昏迷，他們的口水也無法止血，但能暫時止痛。
- 他們不能用吸血輕功。
- 他們不能用心電感應。

除了以上之外，半吸血鬼擁有其他完全吸血鬼有的特質。

## 吸血魔
吸血魔是吸血鬼的表親，在七百年前從吸血鬼一族分離，經過長時間演化之後，外表和吸血鬼有非常大的差異。
以下是吸血魔的特徵：
- 如果他們當吸血魔夠久，他們的皮膚會變成紫色，眼睛、指甲和頭髮也會變成紅色。
- 他們喝人血時會吸乾在活人身體裡的血液，所以會把人殺掉。
- 他們在喝人血之前，會先選定獵物，在那獵物的左臉頰上畫三道小疤，之後把獵物拖去屋外，喝完後把屍體藏起來。
- 如果有個吸血魔失去了理智，他會被同伴趕出，被組織放逐。
- 吸血魔不存在階級組織，也就是沒有像吸血鬼一樣有王子和將軍，所以沒有人下命令，或是驅使部下。

除了以上之外，吸血魔擁有其他吸血鬼有的大部分特質。

## 歷史
關於吸血鬼的起源已不可考，同時也有許多傳說。不過在第十二集中，伊芳娜說吸血鬼早就存在，只不過原本到二十世紀時已經非常少，但是由於泰尼先生喜好戰爭和混亂，所以他決定回到過去幫助吸血鬼，使他們壯大，目的是製造紛爭和混亂。不過因為吸血鬼與人類相處的很好，很少有衝突發生，令泰尼先生很惱怒，於是他再度回到過去，促使吸血魔脫離吸血鬼而獨立，並發生戰爭。
在古時候，吸血鬼藐視人類，把人類當做餌食，常常一星期把兩、三個人吸到一滴都不剩。但是沒多久，吸血鬼決定不能在這樣下去，因此制定法律，禁止無端濫殺人類。大多數的吸血鬼都能接受這項法律，但少數人認為他們的理由被曲解了，他們認為人類就是為了當他們的餌食而存在的。於是在七百年，六十名吸血鬼脫離吸血鬼集團，做出獨立的宣言，並且號稱是吸血魔，還建立了專屬的法律和集團。還有一個驅使吸血魔獨立的原因，就是吸血鬼的階級制度，他們認為這樣很不公平。
當吸血魔鬧獨立時，發生激烈的戰爭，雙方都死傷慘重，但是吸血鬼還是打贏了這場仗，甚至幾乎讓吸血魔滅亡。但是人類因為吸血魔的屠殺開始展開反擊，但是人類無法分辨吸血鬼和吸血魔，結果兩者都被追捕，抓到就殺。吸血鬼們因為無法兩邊作戰，殺吸血魔又殺人類，所以吸血鬼王子和吸血魔會談，達成停戰協定。假如吸血魔停止毫無顧忌地殺人，吸血鬼會對吸血魔睜一隻眼閉一隻眼，但是吸血魔也得讓步，不能濫殺無辜，只能在不得不喝血的時候才殺人，而且行事必須低調，不能讓人類發現。
這個協定果真有用。當人類發現自己安全時，他們就不再獵殺吸血鬼，而吸血魔也遵照部分規定，不與吸血鬼往來，只有偶爾的衝突和挑戰。

## 疤之戰

### 吸血魔王的傳說
在吸血魔鬧獨立的戰爭告一段落後，泰尼先生就去拜訪吸血鬼山的王子們，告訴他們吸血魔『不存在階級組織』，也就是沒有將軍或王子。泰尼先生預言，雖然吸血魔不相信領袖，可是遲早會有一個站在頂點的吸血魔，這個人會有吸血魔大王的稱號，其他的吸血魔會完全的服從他，聽從他交代的每一件事。而泰尼先生還說，吸血魔大王得到權力不久，他會率領吸血魔軍團和吸血鬼展開戰爭，而且吸血鬼將贏不了這場戰爭，並且會全部滅亡。
在第四集《魔山印石》時，泰尼先生派了莫哈凱隨向達倫和鬼不理到吸血鬼山，證實了傳言。他帶的訊息是：『吸血魔大王夜晚即將來到。』此話引起了一陣恐慌。

### 吸血魔獵人
向達倫、鬼不理拉登和梵加·馬奇。梵加是唯一沒有到達吸血鬼山的吸血鬼王子，在前往尋找伊芳娜時，和達倫一行人會合。

## 吸血鬼山
是吸血鬼會議和慶祝時的集合地點，也是吸血鬼王子的居所。內有很多的通道，有些是吸血鬼山的入口，有些是通往其他大廳的，有些甚至是未經吸血鬼走過以及沒有被發現的。
護血人
吸血鬼山上與吸血鬼相互共存的人類少數民族，護血人居住在吸血鬼山上擔任雜務和提供血給吸血鬼喝。而交換條件就是當山中的吸血鬼死亡後，護血人就有處理屍體的權利。吸血鬼的血對他們來說也是有毒的，所以他們會將吸血鬼屍體中的內臟取出處理、醃漬、保存，在特殊的日子以及儀式時食用。